# Републикански път III-2104
Републикански път IIІ-2104 е третокласен път, част от Републиканската пътна мрежа на България, преминаващ изцяло по територията на Силистренска област. Дължината му е 14,1 km.
Пътят се отклонява надясно при 63,8 km на Републикански път II-21 югоизточно от село Търновци и се насочва на юг, след това на югоизток и изток през Лудогорието. Преминава през селата Царев дол и Черногор и в центъра на град Главиница се свързва с Републикански път III-235 при неговия 28,4 km.
| Пътища, отклоняващи се надясно (населено място, № на пътя, посока на пътя) | km   | Пътища, отклоняващи се наляво (посока на пътя, № на пътя, населено място) |
| -------------------------------------------------------------------------- | ---- | ------------------------------------------------------------------------- |
| Община Тутракан, II-21, 63,8 km →                                          | 0,0  | → 63,8 km, II-21, Община Тутракан                                         |
| с. Царев дол                                                               | 2,4  | с. Царев дол                                                              |
| Община Главиница, (за 63,6 km на III-205) общински път ←                   | 3,9  | Община Главиница                                                          |
| с. Черногор                                                                | 5,7  | с. Черногор                                                               |
| (от с. Окорш) III-235, 28,4 km, гр. Главиница →                            | 14,1 | → гр. Главиница, 28,4 km, III-235 (до пристанище Малък Преславец)         |